# Fredrik Backman
Fredrik Backman (Brännkyrka, 2 giugno 1981) è uno scrittore svedese.

## Biografia
Fredrik Backman è l'autore dei romanzi L’uomo che metteva in ordine il mondo (titolo originale En man som heter Ove, letteralmente Un uomo chiamato Ove, 2012), Britt-Marie è stata qui (Britt-Marie var här, 2014) e Mia nonna saluta e chiede scusa (Min mormor hälsar och säger förlåt, 2013). Sono stati in cima alle classifiche di vendita in Svezia e in seguito pubblicati in tutto il mondo, tradotti in più di venticinque lingue.
Dal suo primo romanzo, L'uomo che metteva in ordine il mondo, è stato tratto il film Mr. Ove, uscito nelle sale il 25 dicembre del 2015 e nel 2022 il film Non così vicino con protagonista Tom Hanks.
I diritti del suo libro La città degli orsi sono stati di recente acquistati da una compagnia di produzione svedese per un adattamento televisivo  dell'opera.

## Opere
- L'uomo che metteva in ordine il mondo (En man som heter Ove) (2012)
- Cose che mio figlio deve sapere sul mondo (Saker min son behöver veta om världen) (2012)
- Mia nonna saluta e chiede scusa (Min mormor hälsar och säger förlåt) (2013)
- Britt-Marie è stata qui (Britt-Marie var här) (2014)
- La città degli orsi (Björnstad) (2016)
- Dove i pensieri non fanno rumore (Och varje morgon blir vägen hem längre och längre) (2017) - novella
- Ditt livs affär (2017) - novella
- Noi contro di voi (Vi mot er) (2017)
- Gli Ansiosi (Folk med ångest) (2022)
- Vinnarna (2021)